# R.C. Cola
R.C. Cola (volledige naam: Royal Crown Cola) is een Amerikaans colamerk dat in 1905 werd gestart door apotheker Claude A. Hatcher uit Columbus (Georgia). In supermarkten van de keten Wal-Mart wordt het verkocht onder de naam Sam's Choice Cola.
Het eerste product uit de Royal Crown-lijn was "Chero-Cola" in 1905, gevolgd door Royal Crown Ginger Ale, Royal Crown Strawberry en Royal Crown Root Beer. Het bedrijf werd vervolgens hernoemd naar Chero-Cola, en in 1925 weer naar Nehi Corporation. In 1934 werd het recept van Chero-Cola herschreven en werd de drank opnieuw uitgebracht onder de originele naam Royal Crown Cola.
In 1958 introduceerde het bedrijf de eerste light cola (Diet Rite Cola), en later eveneens de eerste cafeïne-vrije cola, "RC 100". In oktober 2000 werd Royal Crown overgenomen door Cadbury Schweppes.
In Suriname wordt R.C. Cola geproduceerd door Rudisa international.

## Productreeks
- Royal Crown Cola (RC Cola)
- Diet RC
- Diet Rite Cola
- Royal Crown Draft Cola (beperkt verkrijgbaar in V.S.)
- Cherry R.C. (beperkt verkrijgbaar)
- RC Edge (niet meer verkrijgbaar)
- RC 100 (niet meer verkrijgbaar)
- Caffeine Free RC (beperkt verkrijgbaar)
- Royal Crown Green Apple (verkrijgbaar in Tadzjikistan)
- Royal Crown Orange (verkrijgbaar in Tadzjikistan)